# Cò nâu
Cò nâu hay cò lùn nâu (danh pháp khoa học: Ixobrychus eurhythmus) là một loài chim của họ Ardeidae. Chúng sống ở Trung Quốc và Xibia từ tháng 3 đến tháng 7 và ở Nhật Bản từ tháng 5 đến tháng 8. Cò trú đông ở Indonesia, Philippines, Singapore, Lào, bay qua phần còn lại của Đông Nam Á.
Đây là một loài chim nhỏ chiều dài 33 đến 38 xentimét (13 đến 15 in), mỏ màu vàng hơi dài và chân màu vàng.